# West Beirut
West Beirut (en francés: West Beyrouth (À l'abri les enfants); en árabe: بيروت الغربية‎ Beyrouth Al Gharbiyya) es una película libanesa de 1998 dirigida y escrita por Ziad Doueiri. Esta cinta, ambientada en el marco de la guerra civil libanesa, fue seleccionada para representar al Líbano en la edición número 71 de los Premios de la Academia en la categoría de mejor película de habla no inglesa, pero finalmente no fue nominada. Obtuvo además varios premios y reconocimientos en importantes eventos a nivel mundial como el Festival de Cine de Cannes, la Semana Internacional de Cine de Valladolid y el Festival Internacional de Cine de Toronto.

## Sinopsis
En abril de 1975 estalla la guerra civil; Beirut se divide a lo largo de una línea entre musulmanes y cristianos y en Beirut oriental y occidental. Tras la creación de la línea, ahora Tarek vive en el oeste de Beirut (la parte musulmana) y está en la escuela secundaria, haciendo películas en Super 8 con su amigo Omar. Al principio, la guerra es una broma: la escuela ha cerrado (y está situada en el este de Beirut, que ya no es accesible para los musulmanes, ya que los cristianos construyen muros para defenderse), la violencia es fascinante, ir de oeste a este es un juego. Su madre quiere irse del país; pero su padre se niega. Tarek pasa tiempo con May, una cristiana huérfana que vive en su edificio. Por accidente, Tarek acude a un famoso burdel en el Barrio de los Olivos, donde conoce a su legenadaria madame, Oum Walid. Las tensiones entre las familias empiezan a aumentar. A medida que los jóvenes crecen, la guerra se mueve inexorablemente de la aventura hacia una tragedia nacional.

## Reparto
- Rami Doueiri es Tarek.
- Mohamad Chamas es Omar.
- Rola Al-Amin es May.
- Carmen Lebbos es Hala, la madre de Tarek.
- Joseph Bou Nassar es Riad, el padre de Tarek.
- Liliane Nemri es Nahida.
- Leïla Karam es Oum Walid.
- Hassan Farhat es un militar.
- Mahmoud Mabsout es el panadero.
- Fadi Abou Khalil es un militar.

## Recepción
La película ha sido aclamada a nivel internacional. En el sitio especializado Rotten Tomatoes cuenta con un porcentaje de aprobación del 94% por parte de la crítica y del 92% por parte de la audiencia. María García de Film Journal International se refirió a su director de la siguiente manera: "Doueiri merece crédito por la valentía de su esfuerzo, por su obvio deseo de ir más allá de los límites ficticios de la creación de películas para ilustrar la continua situación de los libaneses". En la revista Variety también se le dio una buena calificación a la cinta, afirmando: "Ziad Doueiri, guionista y escritor libanés, hace un estupendo debut con West Beirut, la respuesta del Líbano a la película Hope and Glory. Este animado relato histórico sobre la mayoría de edad es un trabajo técnicamente pulido, a menudo divertido y emocionalmente afectivo, que se convierte en un buen presagio para el renacimiento creativo en este rincón ahora en recuperación del medio oriente".

## Premios
- Prix François Chalais en la quincena de los realizadores del Festival de Cine de Cannes (1998).
- FIPRESCI International Critics' Award en el Festival Internacional de Cine de Toronto (1998).
- Mejor película debut en el Festival de cine de Cartago (1998).
- Premio del jurado joven en la Semana Internacional de Cine de Valladolid (1998).
- SAA Script Award en el Festival Internacional de Cine de Friburgo (1999).